# Киприи
«Ки́прии» (др.-греч. Κύπρια, или Кипрские сказания) — древнегреческая эпическая поэма, созданная в VII веке до н. э. и повествующая о мифических событиях, ставших причиной Троянской войны, начале войны и её первых битвах. Традиционно её включают в так называемый «Эпический цикл».